# Roxas
Roxas é um cidade de  segunda classe de renda da cidade (d) na província Capiz, nas Filipinas. De acordo com o censo de 1 de maio  de  2020 possui uma população de 179 292 pessoas e 43 257 domicílios.
Roxas é um centro de produção da copra e peixe enlatado. Nos arredores cultiva-se cana de açúcar, arroz, côco, frutas, cânhamo e tabaco. Os habitantes de Roxas e o resto de Cápiz falam o hiligaynon.
A cidade, anteriormente conhecida como o Município do Cápiz, toma o seu nome do presidente Manuel Roxas.